# Revest-des-Brousses
Revest-des-Brousses település Franciaországban, Alpes-de-Haute-Provence megyében. Lakosainak száma 264 fő (2022. január 1.). Revest-des-Brousses Aubenas-les-Alpes, Banon, Limans, Mane, Saint-Michel-l’Observatoire, Vachères és Ongles községekkel határos.

## Népesség
A település népessége az elmúlt években az alábbi módon változott:
| Lakosok száma | 162  | 149  | 151  | 240  | 271  | 271  | 268  | 258  | 259  | 264  |
|               | 1968 | 1982 | 1990 | 2006 | 2013 | 2015 | 2017 | 2019 | 2020 | 2022 |